# Super AMOLED

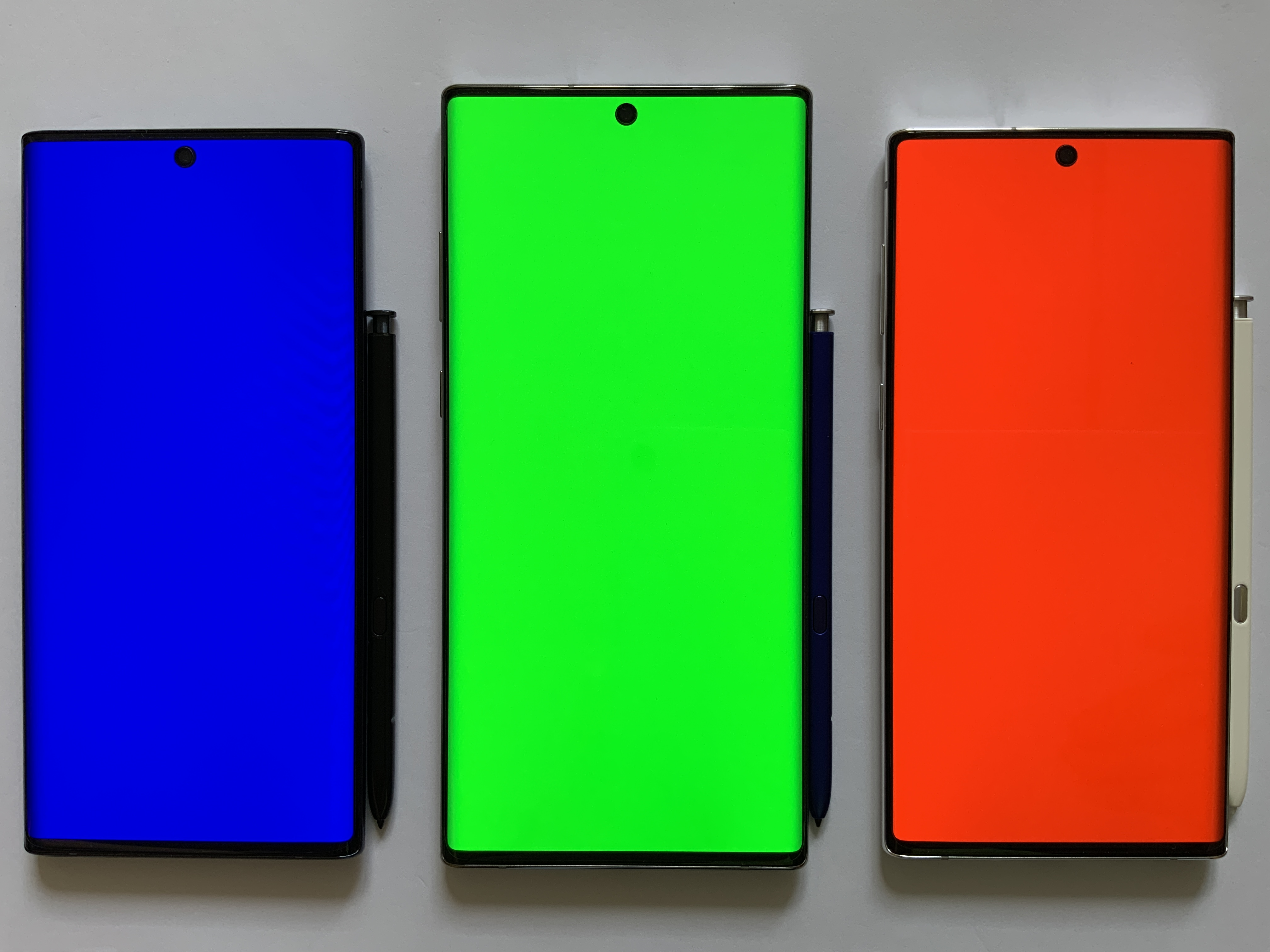
El Samsung Galaxy, ejemplo de un teléfono inteligente con una pantalla FHD Super AMOLED

Super Active-Matrix Organic Light-Emitting Diode o Super AMOLED es una tecnología de pantalla (variante del AMOLED) principalmente para su uso en dispositivos móviles y tabletas (ver la lista al final para ejemplos). Una de las principales diferencias de otras tecnologías de pantallas es que la capa que detecta los toques está integrada en la pantalla, en lugar de ser superpuesta en la parte superior e inteligente. 
Comparada con la primera generación de AMOLED, algunas de las ventajas del Super AMOLED son pantallas más brillantes, menor reflexión de la luz solar y menor consumo de energía.

## Super AMOLED Plus
Super AMOLED Plus, introducido primeramente con las series smartphone Samsung Infuse 4G y Samsung Galaxy S II, es un nuevo desarrollo donde la matriz de píxeles RGBG PenTile (2 subpíxeles) se reemplaza con un arreglo de subpíxeles RGB de Samsung llamado "Real Stripe" (3 subpíxeles), pasando de ocho a doce subpíxeles por grupo, y resultando en detalles más precisos. La tecnología de pantalla es también más brillante, más delgada y un 18% más eficiente energéticamente.

## HD Super AMOLED
HD Super AMOLED fue una pantalla tipo Super AMOLED de Samsung.  El primer dispositivo en usar una pantalla HD Super AMOLED es el Galaxy Note: un teléfono inteligente con Android v2.3 con una pantalla de 5.3" pulgadas a 1280x800 de resolución. El teléfono móvil (y la pantalla) fueron anunciados en septiembre de 2011. El segundo dispositivo HD Super AMOLED es el smartphone de Samsung llamado Galaxy Nexus, con una pantalla de 4.65" pulgadas a 1280x720 de resolución.  Una mayor resolución de pantalla y dpi fueron posibles debido al cambio desde el proceso de Máscara fina de metal Fine-Metal-Mask (FMM) a un proceso de imágenes térmicas por Láser inducido Laser-Induced-Thermal-Imaging (LITI).  Sin embargo, el cambio de LITI requirió volver a usar subpíxeles Pentile RGBG.
Samsung espera desarrollar esta pantalla para obtener mejores subpíxeles Samsung "Real Stripe" RGB RGB junto con la tecnología LITI.[cita requerida]

## Equipos Comerciales
Teléfonos Celulares:
- Blackberry Z30
- Dell Venue
- Dell Venue Pro
- Google Nexus S
- Motorola Droid RAZR (Super AMOLED Advanced)
- Motorola Razr I (Super AMOLED Advanced)
- Nokia Lumia 800 (AMOLED con tecnología ClearBlack)
- Nokia S1(Rumored)
- Nokia N9 (AMOLED)
- Samsung Galaxy series (Super AMOLED)
- Samsung Galaxy S (Super AMOLED)
- Samsung Galaxy S II (Super AMOLED Plus)
- Samsung Galaxy S Advance (Super AMOLED)
- Samsung Galaxy S III Mini (Super AMOLED)
- Samsung Galaxy S IV HD Full (Super AMOLED)
- Samsung Galaxy S IV zoom HD Full (Super AMOLED)
- Samsung Galaxy S V (Full HD Super AMOLED)
- Samsung Infuse 4G (Super AMOLED Plus)
- Samsung Droid Charge (Super AMOLED Plus)
- Samsung S8500 Wave (Super AMOLED)
- Samsung S8600 Wave III (Super AMOLED)
- Samsung Focus
- Samsung Focus S (Super AMOLED Plus) Available Q4 2011
- Samsung Omnia 7 (Super AMOLED)
- Samsung Omnia W (Super AMOLED) Available Q4 2011
- Samsung Galaxy Note (HD Super AMOLED)
- Galaxy Nexus (HD Super AMOLED)[1]
- Samsung Galaxy S III (HD Super AMOLED)
- Samsung Galaxy S IV (Full HD Super AMOLED)
- Samsung Galaxy Ace Style (Super AMOLED)
- Motorola RAZR HD (HD Super AMOLED)
- Huawei Ascend P1 (Super AMOLED)
- Blu Vivo 4.3 (Super AMOLED Plus)
- Motorola Moto Maxx o Droid Turbo (Super AMOLED)
- Alcatel Idol Ultra (Super AMOLED)
- Samsung Galaxy Note 3 (Full HD Super AMOLED)
- Samsung Galaxy Note 4 y Note Edge (QHD Super AMOLED)

- Samsung Galaxy S6 y S6 Edge (QHD Super AMOLED)
- Samsung Galaxy J1 (Super AMOLED)
- Samsung Galaxy J2 (qHD Super AMOLED)
- Samsung Galaxy J5 (2016) (Súper AMOLED)
- Samsung Galaxy A5 (Super AMOLED)

Tabletas:
- Samsung Galaxy Tab 7.7 (Super AMOLED Plus)
- Samsung Galaxy Tab 7.0 Plus (Super AMOLED)
- Samsung Galaxy Note 10.1 (HD Super AMOLED)
- Samsung Galaxy Tab S (HD Super AMOLED)

En la Worldwide Partner Conference 2011 Microsoft y Samsung mostraron una variante Windows Phone 7 del Samsung Galaxy S II con una pantalla de 4.27" pulgadas Super AMOLED Plus y también una cámara frontal, funcionando una versión beta actulizada de Mango para Windows Phone.